# Никольский морской собор (Лиепая)
Нико́льский морско́й собо́р (Свя́то-Нико́льский морско́й собо́р, латыш. Liepājas Svētā Nikolaja pareizticīgo Jūras katedrāle) — православный храм в Лиепае (бывшей Либаве), бывший морской собор Балтийского флота России. Ныне — приходской храм Рижской епархии ЛПЦ Московского Патриархата.

## История
Храм, заложенный в 1900 году, строился Военным министерством Российской империи на протяжении трёх лет и был освящён 22 августа (4 сентября) 1903 года в присутствии императора Николая II (являвшегося главным жертвователем) с семьёй. Император также заложил первый камень в фундамент собора. Автором проекта и руководителем строительных работ был известный петербургский архитектор Косяков — автор проекта Морского Никольского собора в Кронштадте. Однако собор в Либаве был построен в гораздо более короткие сроки менее, чем за 3 года, тогда как в Кронштадте строительство продолжалось 11 лет. Василий Антонович лично давал пояснения государю во время его визита с семьёй для открытия собора, представив также художников Райляна и Васильева, исполнявших живопись алтарей. Художник Райлян также разработал эскиз ковра в русском стиле XVII века, которым украсили лестницу для встречи императора. Также по его эскизу были построены павильоны в том же стиле, в которых во время торжества и парада войск разместились императрицы Александра Федоровна и Мария Федоровна. Со стороны церкви собор принимал протопресвитер Военного и Морского духовенства Желобовский.
Собор в Либаве, важном военном порту на Балтике, был построен, чтобы окормлять и напутствовать перед военными походами моряков. Отсюда ушла в свой смертный бой Вторая Тихоокеанская эскадра под командрованием адмирала Рожественского, почти полностью погибшая под Цусимой, здесь молились за здравие храбрых моряков во время Первой мировой войны.
Интерьер собора пострадал уже во время Первой мировой войны, однако некоторое время в нём всё ещё совершались редкие богослужения. В 1936 году собор посетил митрополит Рижский и всея Латвии Августин (Петерсон). Иконостас собора к тому времени был разобран и находился в подвале. Митрополит выразил пожелание, чтобы этот иконостас был перевезён в Ригу и установлен в кафедральном соборе, что и было исполнено в 1939 году. Во время Второй мировой войны в соборе был устроен пункт ПВО немецких войск, были сняты все бронзовые колокола. После возвращения советских войск в храме устроили матросский клуб. Многое из того, что напоминало об истинном назначении собора, было уничтожено или переделано.
К концу 1980-х годов, возникло и окрепло движение за возвращение собора РПЦ. В сентябре 1991 года военные оставили храм, передав ключи верующим. С 1992 года богослужения в храме стали совершаться регулярно. В настоящее время ведутся работы по восстановлению храма за счёт пожертвований.
Строительство и украшение храма обошлись в 500 тыс. рублей. Поскольку с 1897 года в Российской империи применялся золотой стандарт и рубль приравнивался к 0,774234 г чистого золота, то в пересчёте на сегодняшние цены (35 евро за грамм) это составляет 13 млн 549 тыс. 95 евро. На восстановление храма хватило бы и двух миллионов, но таких сумм община пока не собрала, поэтому всё делается постепенно. Восстановлены конструкции куполов и их покрытие, восстановлены и позолочены кресты, идёт ремонт внутреннего убранства храма. В 2013 году, когда праздновалось 110-летие собора, Митрополит Рижский и всея Латвии Александр вручил памятные грамоты и медали ЛПЦ добровольным помощникам Свято-Никольского храма С. П. Воронцовой (транспортная компания Ultima) и И. П. Зезюле (завод гидроцилиндров Hidrolat).
Помимо храма, приходу передали и дом, где теперь работают воскресная школа и трапезная. Церковь ежедневно кормит бесплатными обедами 150 нуждающихся.

## Архитектура
Пятиглавый собор в русско-византийском стиле. Посеребренные купола увенчаны позолоченными крестами. В том же стиле была устроена колокольня.
Собор облицован гранитом и песчаником, стены выложены из красного кирпича. Позолоченный центральный купол окружают четыре меньших. Над центральным входом в храм расположена колокольня. Центральный алтарь, как и весь храм, был освящён в честь Николая Чудотворца, которого моряки с давних пор считают своим небесным покровителем. Четыре фронтона собора украшены надписями из Священного Писания на церковнославянском языке и иконами из золотой мозаики, выполненными петербургскими мастерами, выполнившими также настенную майолику.
Вместо привычных для храмов такого масштаба колонн, собор имеет четыре дугообразные перекрещивающиеся арки, удерживающие свод с куполом и центральный барабан. Благодаря этому архитектурному решению было значительно увеличено внутреннее пространство и его обозримость. Храм имел богатое внутреннее убранство: иконы в золочёных киотах, три двухъярусных иконостаса. На солею, ограждённую коваными решётками, ведут три мраморные лестницы (у каждого из трёх приделов).
Новаторским было также использование бетона в изготовлении несущей конструкции, причём отлито все было на совесть, собор пережил и адские бомбардировки, и последующие перестройки с сооружением дополнительных перекрытий, и разграбление, после которого внутрь церкви попадали через разбитые окна и дождь, и снег, и птицы.